# Diana (fresc)
Diana és un fresc provinent de la de Vil·la d'Ariadna, trobat durant les excavacions arqueològiques de l'antiga ciutat d'Estàbia (l'actual Castellammare di Stabia) i conservat al Museu Arqueològic Nacional de Nàpols.

## Història i descripció
Decoració d'un panell d'una paret en un cubiculum de la Vil·la d'Ariadna, al mateix on també hi havia els frescos de Flora, Medea i Leda, la pintura de Diana data del segle i i es va trobar arran de les excavacions arqueològiques promogudes pel Dinastia dels Borbons l'any 1759, per treure a la llum els vestigis de l'antiga ciutat romana d'Estàbia. En aquell moment, el fresc es va separar de la seva ubicació original, passant a formar part de la col·lecció d'art reial, i posteriorment traslladat al Museu Arqueològic Nacional de Nàpols, en una sala on es conserven nombroses pintures de les vil·les d'Estàbia.
Del tercer estil pompeià, el fresc té un fons blau sobre el qual destaca Diana, mentre estira l'arc. La deessa està representada en tres quarts, mentre que el rostre és de perfil, lleugerament inclinat, com per observar l'acció que s'està duent a terme. Tot i tenir clares referències a la pintura hel·lenística, el fresc s'assembla més a les representacions d'Àrtemis que es van fer sobre ceràmica cap a finals del segle v aC, és a dir, amb una cara dolça i un cos gairebé desprovit de moviment; la roba està de fet immòbil i l'únic moviment ve donat pel peu esquerre lleugerament aixecat.